# Латышев, Николай Иванович
Николай Иванович Латышев (1886—1951) — советский паразитолог, член-корреспондент АМН СССР (1950), лауреат премии имени И. И. Мечникова (1949).

## Биография
В 1912 году окончил медицинский факультет Московского университета.
С 1915 года более 20 лет служил врачом-эпидемиологом в различных военных организациях, преимущественно на Кавказе и в Средней Азии.
С 1937 года работал в отделе паразитологии ВИЭМ.
С 1945 по 1951 годы — руководитель лаборатории субтропических болезней в Институте эпидемиологии и микробиологии имени Н. Ф. Гамалеи АМН СССР.

## Научная деятельность
Автор свыше 60 научных работ, в том числе четырёх монографий.
В 1923 году вышла его монография, посвященная малярии и борьбе с ней, и помогла в организации борьбы с малярией в СССР.
Изучал клещевой возвратный тиф, москитную лихорадку и кожный лейшманиоз. В результате самозаражения Н. И. Латышев впервые установил специфического переносчика среднеазиатского клещевого возвратного тифа — клеща Ornithodoros papillipes, также открыл новую форму этой болезни, связанную с большими песчанками (Rhombomys opimus), вызываемая особым возбудителем — Borrelia latyschewii.
В работах, посвященных кожному лейшманиозу, доказал, что это заболевание является зоонозом — болезнью больших песчанок и некоторых других грызунов, от которых возбудитель передается человеку москитами.
В 1938 году впервые поставил опыт по оздоровлению природного очага кожного лейшманиоза в пустыне, основанный на одновременном уничтожении больших песчанок и обитающих в их норах переносчиков — москитов.

### Сочинения
- Малярия и борьба с ней, М.— Пг., 1923;
- Опыт ликвидации эндемического очага кожного лейшманиоза в Туркмении, Докл. АН СССР, т. 30, № 1, с. 93, 1941 (совм, с Крюковой А. П.);
- Роль большой песчанки в хранении вируса кожного лейшманиоза в течение межэпидемического периода, там же, с. 90 (совм, с Крюковой А. П.);
- Эпидемиология кожного лейшманиоза в условиях песчаной пустыни, в кн.: Пробл, кожного лейшманиоза, под ред. П. В. Кожевникова, с. 55, Ашхабад, 1941 (совм, с Крюковой А. П.);
- Учение о кожном лейшманиозе, М., 1947 (совм, с др.);
- Болезнь Боровского, М., 1953 (совм, с др.).

## Награды
- Орден «Знак Почёта»
- Премия имени И. И. Мечникова (1949) — за работы по кожному лейшманиозу
- Различные медали

## Семья
Жена — Александра Петровна Крюкова.

## Дополнительные источники
- Засухин Д. Н. и Крюкова И. Н. Памяти выдающегося советского паразитолога Николая Ивановича Латышева, Мед. паразитол., т. 41, № 3, с. 346, 1972.
- Латышев, Николай Иванович на официальном сайте РАН
- Шошина М. А. Латышев Николай Иванович // Большая медицинская энциклопедия : в 30 т. / гл. ред. Б. В. Петровский. — 3-е изд. — М. : Советская энциклопедия, 1980. — Т. 12 : Криохирургия — Ленегр. — С. 352—353. — 536 с. : ил.